# Christopher Olsen
Christopher Robin Olsen (* 16. September 1946 in Los Angeles, Kalifornien) ist ein ehemaliger US-amerikanischer Kinderdarsteller.

## Leben und Karriere
Christopher Olsen wurde im St. Vincent’s Hospital in Los Angeles geboren. Er folgte seinem älteren Bruder Larry Olsen (1938–2015), der in mehreren Kinofilmen wie u. a. So ein Papa (1944) spielte, ins Filmgeschäft. Auch Christophers 16 Jahre jüngere Schwester Susan Olsen kam später zur Schauspielerei und spielte in der Serie Drei Mädchen und drei Jungen eine der Hauptrollen.
Bereits als Kleinkind erhielt Olsen ab 1948 erste Filmrollen, die zunächst allerdings sehr klein ausfielen. Einem breiteren Publikum wurde er vor allem als entführter Sohn von James Stewart und Doris Day im Hitchcock-Film Der Mann, der zuviel wusste (1956) bekannt. Daneben trat er noch in weiteren Filmen als Kind der Hauptcharaktere auf, beispielsweise in Nicholas Rays Eine Handvoll Hoffnung (1956) und in Douglas Sirks Duell in den Wolken (1957). In der Komödie Die Lachbombe (1954) verkörperte er Danny Kayes Hauptfigur in Rückblenden als Kind. Olsen übernahm auch einige Gastauftritte in US-Fernsehserien. Mit 14 Jahren hatte Olsen seinen letzten von insgesamt rund 35 Film- und Fernsehauftritten.

## Filmografie (Auswahl)
- 1948: The Iron Curtain
- 1950: Mein Leben gehört mir (A Life of Her Own)
- 1951: In all meinen Träumen bist Du (I'll See You in My Dreams)
- 1952: Stadt der Illusionen (The Bad and the Beautiful)
- 1952: Die letzte Entscheidung (Above and Beyond)
- 1952: Happy-End … und was kommt dann? (The Marrying Kind)
- 1954: Die Lachbombe (Knock on Wood)
- 1954: Leave It to Harry
- 1955: Straße des Terrors (Crashout)
- 1956: Der Mann, der zuviel wusste (The Man Who Knew Too Much)
- 1956: Eine Handvoll Hoffnung (Bigger Than Life)
- 1956: Die erste Kugel trifft (The Fastest Gun Alive)
- 1957: Um Kopf und Kragen (The Tall T)
- 1957: Duell in den Wolken (The Tarnished Angels)
- 1958–1959: Lassie (Fernsehserie, zwei Folgen)
- 1960: Make Room for Daddy (Fernsehserie, Folge Linda Wants to Be a Boy)